# PPS-43
1943년형 수다에프 기관단총(러시아어: Пистолет-пулемёт Судаева, 영어: Pistolet-pulemyot Sudaeva; PPS-43)은 제2차 세계 대전 중인 1943년에 소련이 개발한 기관단총으로, 오랜 공방전으로 인해 레닌그라드 방어군의 물자가 부족해지자, 물자를 빠르고 많이 공급하기 위해 PPSh-41를 간단하게 한 화기이다.
이 기관단총은 PPSh-41의 장점과 독일제 MP40 / MP38 기관단총의 장점을 섞어서 개발한 총이며, 목제 개머리판 때문에 생산성에 문제가 있었던 PPSH-41과 달리 전체를 철판 프레스 공법으로 생산성이 향상되었다. 그러나 제2차 세계 대전 중에는 PPSH-41의 사용량이 압도적으로 많았다.
전후에 소련의 우방국들에게 공급되었으며, 한국전쟁 때에도 중공군과 북한군이 사용한 바 있으며, 한국 전쟁 후에는 북한군의 무장공비들의 주요 무기로 사용되었다.

## 같이 보기
- PPSh-41